# Trichromadorita marinus
Trichromadorita marinus is een rondwormensoort. De wetenschappelijke naam van de soort is voor het eerst geldig gepubliceerd in 1991 door Khan.